# Francis Mark Mondimore
Francis Mark Mondimore je americký psychiatr na soukromé Johns Hopkins University v Baltimoru (Maryland).
Zabývá se maniodepresivní psychózou, depresí, ale také problematikou homosexuality a genetikou.

## Knihy
- Mondimore, Francis Mark. Depression, the mood disease. Baltimore : Johns Hopkins University Press
- Mondimore, Francis Mark. Bipolar disorder : a guide for patients and families. Baltimore : Johns Hopkins University Press
- Mondimore, Francis Mark. A natural history of homosexuality. Baltimore : Johns Hopkins University Press